# UAC TurboTrain
UAC TurboTrain (United Aircraft Corporation TurboTrain) — серия высокоскоростных газотурбинных поездов производства компании United Aircraft. Эксплуатировались железными дорогами Канады с 1968 по 1982 год и Национальной железнодорожной пассажирской корпорацией США с 1968 по 1976 год. Один из первых газотурбинных пассажирских поездов и один из первых поездов с наклоняемым кузовом.

## История
В 1950-х годах в железнодорожной компании Чесапика и Огайо начали разработку нового типа поездов, взяв за основу конструкцию подвески и тележек вагонов второго поколения испанской компании Talgо. Вместо двухосных тележек применялись одноосные, причём расположенные между вагонами. За счёт системы тяг вагоны входили в кривые с наклоном на угол до 3°, что позволяло составу проходить их с большей скоростью, чем при обычной системе, когда каждый вагон опирается на собственные тележки.
Из-за особенностей конструкции трудно было изменить количество вагонов в составе (для этого требовались сложные работы по отсоединению вагона от тележки и специальное оборудование; впрочем, в этом турбопоезда не отличались от других ранних моделей сочленённых поездов), так что разработчики предусмотрели использование поездов по системе многих единиц. Для этого пришлось разработать особую конструкцию головного (моторного) вагона: кабина машиниста находилась на возвышении, а проход под ней вёл между двумя дизельными двигателями к передней части вагона, где располагалось сцепное устройство (скрытое носовой частью вагона) и двустворчатый люк наружу.
Однако разработка осталась невостребованной до 1960-х годов, когда патенты на конструкцию скоростного поезда выкупила компания United Aircraft, пожелавшая принять участие в организации северо-восточного транспортного коридора вместе с Министерством транспорта США. Конструкторы подразделения Corporate Systems Center взяли за основу оригинальный проект, но решили установить вместо дизелей дефорсированный вариант газотурбинных двигателей модели Pratt & Whitney Canada PT6 (с мощностью, уменьшенной с 600 до 300 л. с., и обозначением ST6). Так как ГТД были гораздо меньше, чем планируемые изначально дизельные двигатели, в моторном вагоне освободилось много пространства, что позволило разместить за кабиной машиниста панорамный салон для пассажиров.
По утверждению нескольких канадских журналистов, турбопоезда «производят значительно больший шум при движении по рельсам, нежели обычные составы»; репортёры плохо отозвались и о ходовых качествах: «из-за конструкции одноосных тележек вагоны проходят кривые с серией рывков, а не плавно, как было заявлено в пресс-релизах».

## Производство и эксплуатация

### США
Два первых состава построили на заводе компании «Пульман» в Чикаго. Головной и хвостовой вагоны были моторными, остальные — прицепными. Длина моторного вагона составляла 22,3 м, а прицепного — 17,3. Силовая установка каждого моторного вагона включала три авиационных двухвальных газотурбинных двигателя мощностью 455 л. с. каждый. Валы от турбин подсоединялись к центральному объединительному редуктору; туда же подсоединялся электродвигатель для движения на электрифицированных участках и в тоннелях (моторные вагоны также были оборудованы токоприёмниками для контактного рельса, чтобы перемещаться по Центральному вокзалу Нью-Йорка; максимальная скорость при движении на электрической тяге — 80 км/ч). Из этого редуктора выходили два вала к двухступенчатым осевым редукторам тележки. Один из ГТД использовался для вспомогательных нужд. Силовые установки располагались под рамами моторных вагонов.
Скоростные испытания проводили на линии от Уэствуда (штат Массачусетс) до Уэстерли (штат Род-Айленд). 1 августа 1967 года один из составов отправился своим ходом, без пассажиров, в Провиденс, где инженеры собирались усовершенствовать конструкцию. Повторные испытания провели на специально построенной железнодорожной линии Трентон — Нью-Брансуик. В ходе этих испытаний поезд достиг скорости 275 км/ч, что стало рекордом для железнодорожных транспортных средств с ГТД (в 1972 году французский газотурбинный поезд TGV 001 побил этот рекорд, достигнув скорости в 318 км/ч). 
1 января 1968 года корпорация United Aircraft передала производство скоростных поездов другому подразделению — Sikorsky Aircraft Division. Министерство транспорта США приобрело в лизинг оба построенных состава и заключило соглашение об их эксплуатации с железнодорожной компанией New Haven Railroad; однако она с 1961 года проходила процедуру банкротства, и 1 января 1969 года её поглотила Penn Central Transportation Company, оставив соглашение в силе. 8 апреля 1969 года началась эксплуатация турбопоездов по северо-восточному транспортному коридору на линии Бостон — Нью-Йорк. Трёхвагонные составы вмещали до 144 пассажиров и перемещались с ограничением скорости до 160 км/ч, преодолевая маршрут в 370 км за 3 часа 39 минут. В первый год эксплуатации средняя заполненность салонов составляла примерно 90%.
В 1971 году контроль над большинством железных дорог страны получила национальная корпорация «Амтрак». Подвижный состав многих железнодорожных компаний, включая Penn Central, также перешёл к корпорации. «Амтрак» продолжила эксплуатацию турбопоездов на линии Бостон — Нью-Йорк. В 1976 году корпорация решила отказаться от дальнейшей эксплуатации турбопоездов и перегнала их на территорию ремонтного депо в Провиденс.
«Амтрак» утилизировала поезда UAC TurboTrain в 1980 году. Ни один из составов не сохранился до наших дней.

### Канада
В мае 1966 года Канадская национальная железная дорога заказала пять семивагонных турбопоездов для обслуживания линии Монреаль — Торонто. Первоначально планировалось использовать систему многих единиц, сцепляя поезда в четырнадцативагонные составы вместимостью до 644 пассажиров. Поезда для Канады строил специально образованный консорциум предприятий: тележки и подвеску вагонов изготавливала компания Dofasco, вагоны собирали в компании Alcan, а силовые установки — на Локомотивостроительном заводе в Монреале. Составы должны были быть готовы до лета 1967 года, однако из-за различных проблем со вспомогательным оборудованием их начали эксплуатировать только 12 декабря 1969 года.
По сравнению с американскими, канадские турбопоезда имели отличия в конструкции. Прежде всего, они были семи-, а позже девятивагонными; их силовая установка состояла из пяти газотурбинных двигателей, четыре из которых использовались для тяги, а пятый — для привода генератора, питавшего электрические системы поезда. В качестве тяговых двигателей использовались двухвальные ГТД Pratt & Whitney Canada ST6 мощностью 400 л. с. каждый.
Рекламное агентство Канадской национальной железной дороги решило представить турбопоезда как совершенно новый вид транспорта и убрало слово train (поезд) из их названия. Так что во всех рекламных проспектах и пресс-релизах составы именовались просто «Turbo», хотя в документах и переписке с UAC они по-прежнему обозначались «TurboTrain». Перед изготовителями поставили задачу завершить испытания до Экспо-67 в Монреале; хотя это не удалось, испытания продолжались в ускоренном режиме, и составы допустили к эксплуатации спустя всего год (хотя в других случаях подобную технику испытывали шесть-семь лет).
В декабре 1968 года на презентацию турбопоезда съехались репортёры из многих изданий. За час до запланированной демонстрационной поездки поезд столкнулся с грузовиком. Несмотря на бытовавшие представления о том, что столкновения представляют опасность для лёгких составов, турбопоезд не сошёл с рельс и получил не слишком серьёзные повреждения. Предусмотренные конструкцией балки приняли на себя энергию удара, и повреждены оказались лишь стеклопластиковые створки люка и металлический каркас носовой части моторного вагона. Во время аварии никто не пострадал, а ремонт занял всего неделю.
Вскоре началась эксплуатация составов на железных дорогах страны. При выполнении первого рейса турбопоезд достиг скорости 167 км/ч поблизости от Дорваля. Однако в повседневной эксплуатации скорость поезда была ограничена 153 км/ч, что объяснялось большим количеством ж/д переездов между Монреалем и Торонто (240 переездов на шоссейных дорогах общего пользования, а также 700 переездов для сельскохозяйственной техники и переездов, расположенных на частных территориях).

В начале января 1969 года у составов выявились некоторые недостатки конструкции — например, тормозная система не выдерживала канадских морозов. Все турбопоезда отправили на ремонт и модернизацию. Составы вернулись на маршрут в мае 1970 года, однако вскоре вновь начались технические проблемы. В 1971 году эксплуатация турбопоездов опять была приостановлена. К этому моменту руководители Канадской национальной железной дороги уже публично выражали недовольство турбопоездами; один из вице-президентов компании заявил: «Они с самого начала не соответствовали требованиям контракта». Тогда корпорация UAC объявила, что займётся устранением неисправностей (которые считает сравнительно небольшими), для чего приостанавливает эксплуатацию всех турбопоездов. Обозреватели железнодорожного транспорта, в том числе Джеффри Фримен Аллен (редактор издания Jane's World Railways), отмечали, что в конструкции турбопоездов было слишком много новшеств и неотработанных технологий, причём «не проводилось достаточно тщательных исследований того, насколько всё это применимо на железнодорожном транспорте. Создаётся впечатление, что основные узлы поезда — от трансмиссии до подвески вагонов — большей частью сошли прямо с чертёжной доски в серийное производство».
Пока турбопоезда простаивали, руководство Канадской национальной железной дороги поменяло планы, и в 1971 году началась программа модернизации: пять семивагонных составов переформировали в три девятивагонных, и в их конструкцию внесли незначительные изменения. Чтобы предотвратить повреждение крыши панорамного салона выхлопными газами, её металлизировали; в передней части двигателей установили защитную решётку. Лишние вагоны сформировали в два четырёхвагонных состава и решили продать корпорации «Амтрак», однако в июле 1973 года один из них при проведении испытаний столкнулся с товарным поездом, и три вагона пришлось списать. Уцелевший моторный вагон этого турбопоезда не стали продавать, и в 1975 году им заменили сгоревший вагон одного из девятивагонных составов.
В конце 1973 года три девятивагонных турбопоезда начали регулярное движение по линии Торонто — Монреаль — Торонто коридора Квебек — Уинсор с остановками в Дорвале, Кингстоне, Гайлдвуде. Поезд под номером 62 ежедневно отправлялся из Торонто в 12:45 и прибывал в Монреаль в 16:44. Поезд номер 63 ежедневно ходил в те же часы в обратном направлении. Во все дни кроме субботы существовали также вечерние рейсы: поезда под номерами 68 и 69 отходили в 18:10 из Торонто и Монреаля соответственно и прибывали в пункты назначения в 22:14. Таким образом, дневные рейсы занимали 3 часа и 59 минут, а вечерние — 4 часа 4 минуты. Турбопоезда проводили в пути примерно на полчаса меньше, чем скоростные составы предыдущего поколения (Rapido), хотя конструкционная скорость в 193 км/ч позволяла проделать этот путь значительно быстрее. Наибольшая средняя скорость составляла всего 137 км/ч — поезд преодолевал безостановочный участок Кингстон — Гайлдвуд длиной 233,4 км за 102 минуты.
При эксплуатации турбопоездов приходилось постоянно вносить изменения в их конструкцию. Так, были усовершенствованы редукторы и система наклона кузова, а также улучшена шумоизоляция. И вот в 1974 году у составов наконец прекратились постоянные технические проблемы. 22 апреля 1976 года был установлен новый рекорд скорости для Канады — турбопоезд достиг 226 км/ч близ Гананокве. В Канаде этот рекорд не побит до сих пор. Канадская национальная железная дорога продолжала использовать турбопоезда до 1978 года, пока пассажирские перевозки не поглотила компания VIA Rail; далее уже она продолжила эксплуатацию турбопоездов.
Один турбопоезд списали к концу 1970-х годов (далее он служил в качестве донора запчастей). 29 мая 1979 года по пути из Монреаля в Торонто из-за утечки масла в моторном вагоне другого турбопоезда произошло возгорание. В составе находилось 210 пассажиров, обошлось без серьёзных травм. После ликвидации пожара остатки поезда отбуксировали; также пришлось заменить около 25 метров железнодорожного пути.
Эксплуатация турбопоездов в Канаде закончилась 31 октября 1982 года, когда на смену им пришли составы LRC с дизель-электрическими локомотивами производства Bombardier Transportation. Несмотря на то что вначале турбопоезда казались нерентабельными, после модернизации 1974 года они находились в исправном состоянии около 97 % времени. Однако рост цен на нефть, начавшийся в 1970-х годах, сделал их эксплуатацию действительно невыгодной, вследствие чего железнодорожные компании отказались от них в пользу локомотивов и поездов другого типа. После списания турбопоездов на Канадских железных дорогах не было столь скоростных составов. И до сих пор (данные 2015 года) путь из Монреаля в Торонто занимает примерно 4 часа 45 минут.